# Дворец на Съветите
Дворецът на Съветите (на руски: Дворец Советов) е неосъществен грандиозен проект на съветското правителство, строителните работи по който се провеждат от началото на 1930-те до края на 1950-те години. Той цели построяването на административен център и конгресна зала в Москва, РСФСР, СССР (днес Русия) близо до Кремъл на мястото на разрушената катедрала Христос Спасител. Архитектурният конкурс за двореца (1931 – 1933) е спечелен от Борис Иофан и неговия неокласически проект, който впоследствие е променен от Иофан, Владими Шчуко и Владимир Гелфрейх на небостъргач. Ако е била завършена, тя е щяла да стане най-високата сграда в света за времето си. Строежът започва през 1937 г., но е спрян от немското нахлуване в Съветския съюз през 1941 г. През 1941 – 1942 г. стоманеното скеле на строежа е снето, за да се използва за подсилване на мостове. Строителството така и не продължава. През 1958 г. основите на двореца са преобразувани в това, което по-късно става най-големият открит басейн в света – басейн „Москва“. Басейнът е затворен през 1990-те години и на негово място наново е построен храмът Христос Спасител.

## История
В деня на създаването на Съюза на съветските социалистически републики – 30 декември 1922 г., видният съветски политик Сергей Киров държи реч, в която предлага да се построи Дворец на Съветите в Москва. Според Киров: „Тази сграда трябва да стане емблема на бъдното могъщество, на възтържествуването на комунизма не само в Съветския съюз, а и там, на Запад. Дворецът трябва да се построи, за да бъде приета в него последната република.“.

## Галерия
- Взривяване на храма Христос Спасител през 1931 г. за освобождаване на място за двореца.
- Планът на двореца от Владимир Шчуко.
- Схема на строежа.
- Строителството на основите на двореца, 1940 г.
- Бензиностанцията е единственият реализиран елемент от проекта на комплекса.
- Басейн „Москва“, 1969 г. Построен е на мястото на незавършения комплекс, но е затворен през 1990-те години.